# Anthaya Charlton
Anthaya Charlton (28 luglio 2003) è una lunghista bahamense.

## Biografia
Nel 2019 rappresenta le Bahamas ai campionati nord-centroamericani e caraibici under 18 classificandosi settima nei 100 metri piani e conquistando la medaglia d'oro nel salto in lungo. Nel 2024 torna a vestire la maglia della nazionale bahamense ai campionati nord-centroamericani e caraibici assoluti, arrivando a mettere al collo due medaglie d'oro nel salto in lungo e nella staffetta 4×100 metri.
Nel 2024 diventa per la prima volta campionessa nazionale assoluta del salto in lungo, mentre nel 2025, dopo aver fatto registrare il record nazionale del salto in lungo durante un meeting indoor a Fayetteville (Arkansas) con la misura di 6,98 m, prende parte ai campionati mondiali indoor di Nanchino, classificandosi sesta nella finale del salto in lungo.

## Record nazionali
- Salto in lungo: 6,98 m (i) ( Fayetteville, 31 gennaio 2025)

## Progressione

### 60 metri piani
| Stagione | Tempo   | Luogo           | Data       | Rank. Mond. |
| -------- | ------- | --------------- | ---------- | ----------- |
| 2025     | 7"24(i) | College Station | 28-2-2025  |             |
| 2024     | 7"32(i) | Fayetteville    | 23-2-2024  |             |
| 2023     | 7"30(i) | Clemson         | 10-2-2023  |             |
| 2022     | 7"41(i) | Louisville      | 3-12-2022  |             |
| 2021     | 7"61(i) | Louisville      | 11-12-2021 |             |
| 2020     | 7"41(i) | Lexington       | 15-2-2020  |             |

### 100 metri piani
| Stagione | Tempo | Luogo       | Data      | Rank. Mond. |
| -------- | ----- | ----------- | --------- | ----------- |
| 2024     | 11"47 | Nassau      | 26-6-2024 |             |
| 2023     | 11"11 | Baton Rouge | 12-5-2023 |             |
| 2021     | 12"60 | Nassau      | 3-4-2021  |             |
| 2020     | 11"87 | Nassau      | 10-1-2020 |             |
| 2019     | 11"51 | George Town | 20-4-2019 |             |
| 2018     | 11"80 | Nassau      | 16-3-2018 |             |
| 2017     | 12"06 | Nassau      | 4-2-2017  |             |
| 2016     | 12"52 | Nassau      | 27-2-2016 |             |

### Salto in lungo
| Stagione | Misura    | Luogo        | Data       | Rank. Mond. |
| -------- | --------- | ------------ | ---------- | ----------- |
| 2025     | 6,98 m(i) | Fayetteville | 31-1-2025  |             |
| 2024     | 6,60 m    | Gainesville  | 12-4-2024  |             |
| 2023     | 6,74 m    | Baton Rouge  | 12-5-2023  |             |
| 2022     | 5,94 m(i) | Louisville   | 3-12-2022  |             |
| 2022     | 5,94 m(i) | Lubbock      | 21-1-2022  |             |
| 2021     | 5,99 m(i) | Louisville   | 11-12-2021 |             |
| 2020     | 5,79 m(i) | Lexington    | 15-2-2020  |             |
| 2019     | 5,86 m    | Querétaro    | 5-7-2019   |             |
| 2018     | 5,64 m    | Nassau       | 1-4-2018   |             |
| 2017     | 5,42 m    | Nassau       | 28-1-2017  |             |

## Palmarès
| Anno | Manifestazione       | Sede      | Evento         | Risultato | Prestazione | Note |
| ---- | -------------------- | --------- | -------------- | --------- | ----------- | ---- |
| 2019 | Campionati NACAC U18 | Querétaro | 100 m piani    | 7ª        | 12"02       |      |
| 2019 | Campionati NACAC U18 | Querétaro | Salto in lungo | Oro       | 5,86 m      |      |
| 2024 | Campionati NACAC     | Nassau    | Salto in lungo | Oro       | 6,50 m      |      |
| 2024 | Campionati NACAC     | Nassau    | 4×100 m        | Oro       | 43"59       |      |
| 2025 | Mondiali indoor      | Nanchino  | Salto in lungo | 6ª        | 6,57 m      |      |

## Campionati nazionali
- 1 volta campione bahamense under 20 del salto in lungo (2019)

2019
- Argento ai campionati bahamensi under 20, 100 m piani - 12"38 (vento: -0,3 m/s)
- Oro ai campionati bahamensi under 20, salto in lungo - 5,49 m (vento: 0,0 m/s)

2024
- Argento ai campionati bahamensi assoluti, 100 m piani - 11"53 (vento: -2,4 m/s)
- Oro ai campionati bahamensi assoluti, salto in lungo - 5,99 m (vento: -0,5 m/s)